# لورا برنت
لورا برنت (انگلیسی: Laura Brent؛ زادهٔ ۱۹۸۸) یک هنرپیشه اهل استرالیا است. وی از سال ۲۰۰۸ میلادی تاکنون مشغول فعالیت بوده‌است. 
از فیلم‌ها یا برنامه‌های تلویزیونی که وی در آن نقش داشته است می‌توان به سرگذشت نارنیا: سفر کشتی سپیده‌پیما اشاره کرد.